# پورزند علیا
پورزند علیا یا بورزند علیا یا پورزند بالا یکی از روستاهای دهستان لواسان بزرگ بخش لواسانات در شهرستان شمیرانات استان تهران ایران است.

## جمعیت
جمعیت این روستا بر اساس سرشماری سال ۱۳۸۵ حدود ۲۰ نفر است که قطعاً تا کنون افزایش یافته است.